# Торильдсплан (станция метро)
Торильдсплан (швед. Thorildsplan) – наземная станция Стокгольмского метрополитена, расположенная на Зелёной линии между станциями Кристинеберг и Фридхемсплан. Обслуживается всеми тремя маршрутами Зелёной линии (17, 18, 19).
Станция расположена в западной части района Кунгсхольмен на расстоянии 6,1 км от станции Слюссен. Своё название получила в честь одноимённого сквера.